# Катар
Ка́тар (араб. قطر, МФА: [ˈqɑ̱.tˁɑ̱r]), офіційна назва — Держа́ва Ка́тар — країна на Середньому Сході, що займає півострів Катар у Перській затоці, у східній частині Аравійського півострова. На південному заході межує із Саудівською Аравією, на півдні — з Об'єднаними Арабськими Еміратами (ОАЕ).

## Історія

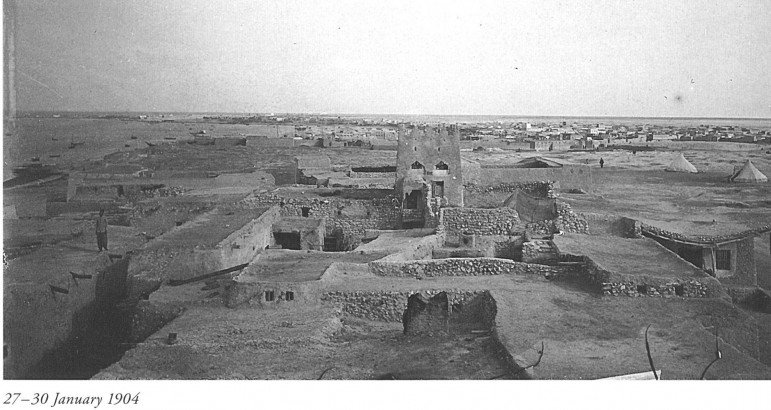
Столиця, Доха, у 1904 році

З VII століття у складі Арабського халіфату. Впродовж XIII—XIV століть — під владою емірів Бахрейну; на початку XVI століття — португальців, потім Османської імперії. У 1916—1971 роках Катар перебував під британським протекторатом. У зовнішній політиці орієнтується на Саудівську Аравію. Катар — одне з найбільш «відкритих» арабських суспільств. Всесвітню популярність здобув місцевий телеканал «Аль-Джазіра».
Національне свято — 18 грудня, день незалежності — 1 вересня.

## Географія

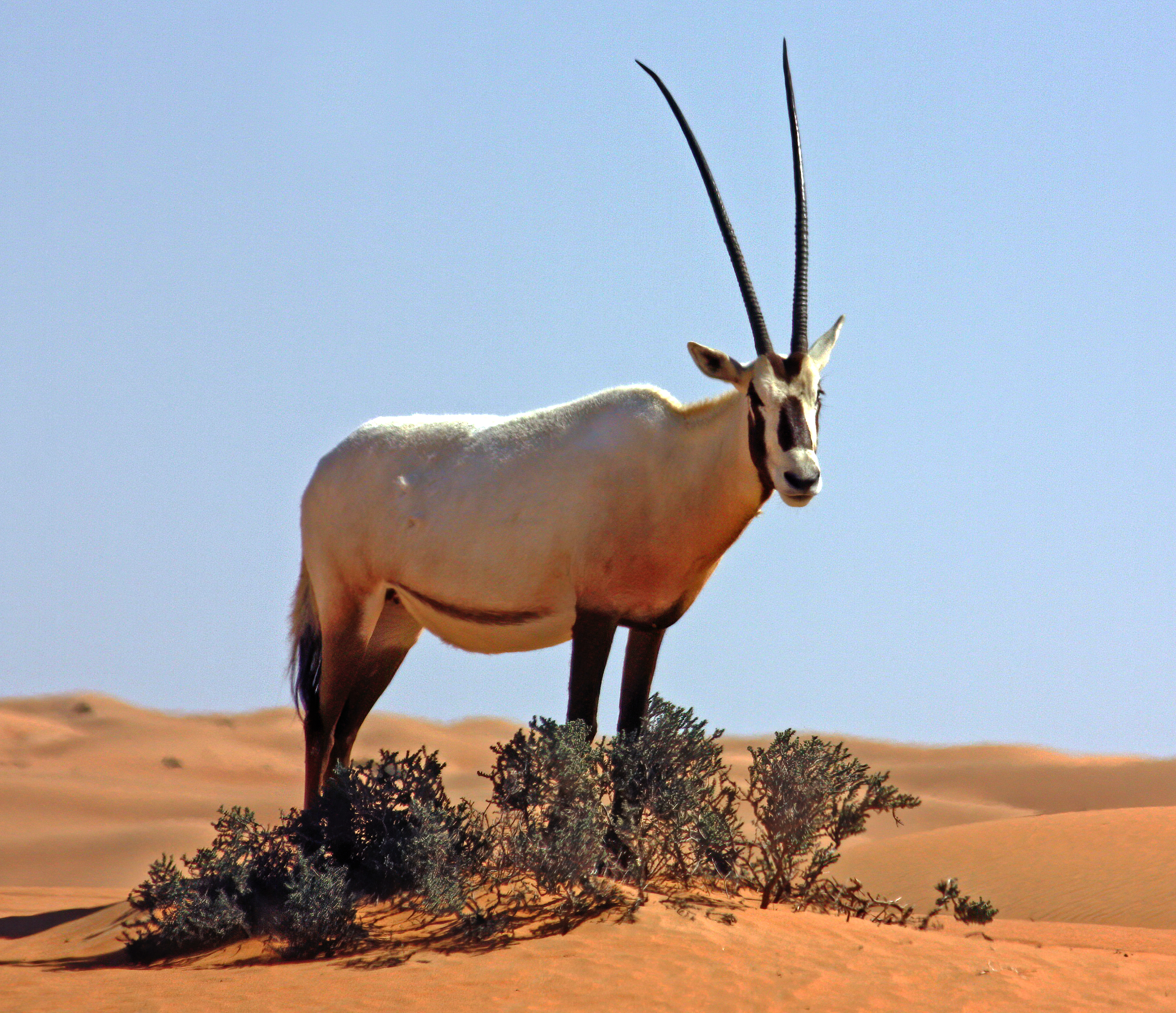
Аравійський орикс, національний символ Катару

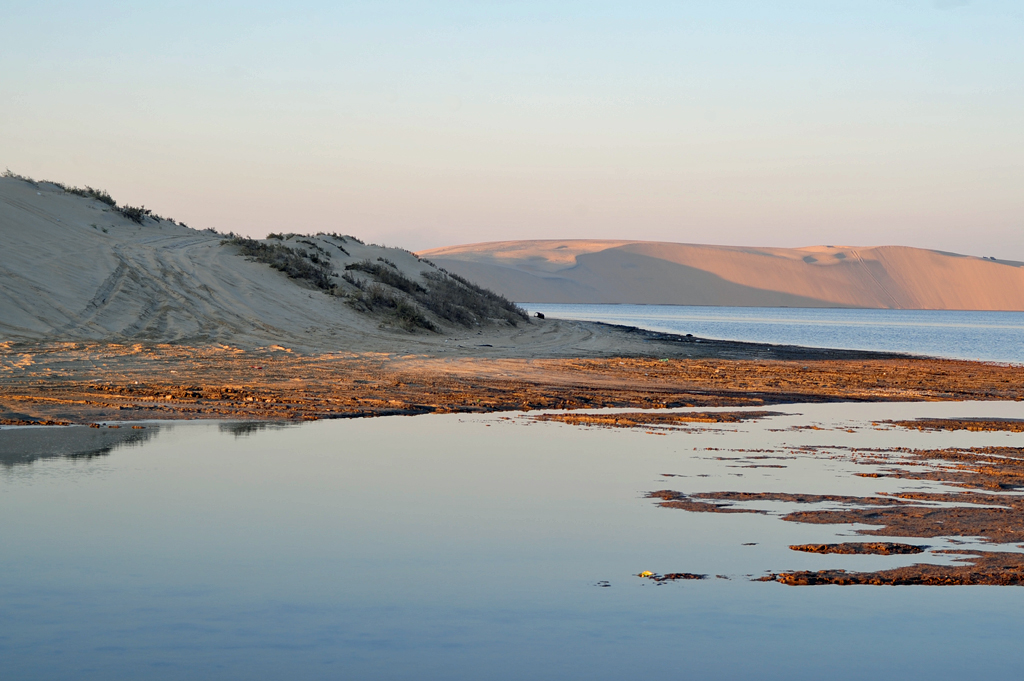
Пустельний берег, типовий ландшафт регіону

Майже вся територія країни є пустелею. На півночі — низька піщана рівнина з рідкісними оазами, вкрита рухомими еоловими пісками; у серединній частині півострова — кам'яниста пустеля з ділянками солончаків; на півдні — високі піщані горби.
У центрі розташоване низьке вапнякове плато, слабо розчленоване річищами тимчасових водотоків — ваді, що полого знижується в східному напрямі й створює кліфове узбережжя на крайньому північному сході. Вздовж західного узбережжя тягнеться смуга піщаних горбів висотою до 40 м. Вздовж південно-східного узбережжя простягся ланцюг замкнених безстічних западин із плоским засоленим дном (себха). На півночі переважають піщані пустелі з рухливими барханами, у центральній частині — кам'янисті пустелі з плямами солончаків, на півдні горбистий рельєф складений еоловими пісками. Найвища точка — Аба-ель-Баул (105 м над рівнем моря) розташована на південному сході країни. Півострів облямований кораловими рифами та кораловими островами.

Півострів бідний водою. Постійних річок немає, велику частину води доводиться отримувати шляхом опріснення морської. Підземні джерела прісної води та оази розташовані, в основному, на півночі країни. Тваринний світ мізерний, переважають плазуни й гризуни (див. Список ссавців Катару).

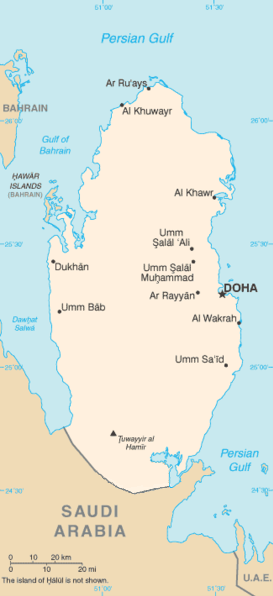
Мапа Катару

### Клімат
Клімат континентальний тропічний, сухий. Влітку температура нерідко піднімається до 50 °C.
| Клімат Катару                                                                     | Клімат Катару | Клімат Катару | Клімат Катару | Клімат Катару | Клімат Катару | Клімат Катару | Клімат Катару | Клімат Катару | Клімат Катару | Клімат Катару | Клімат Катару | Клімат Катару | Клімат Катару |
| Показник                                                                          | Січ.          | Лют.          | Бер.          | Квіт.         | Трав.         | Черв.         | Лип.          | Серп.         | Вер.          | Жовт.         | Лист.         | Груд.         |               |
| Середній максимум, °C                                                             | 22            | 23            | 27            | 33            | 39            | 42            | 42            | 42            | 39            | 35            | 30            | 25            |               |
| Середній мінімум, °C                                                              | 14            | 15            | 17            | 21            | 27            | 29            | 31            | 31            | 29            | 25            | 21            | 16            |               |
| Норма опадів, мм                                                                  | 12.7          | 17.8          | 15.2          | 7.6           | 2.5           | 0             | 0             | 0             | 0             | 0             | 2.5           | 12.7          |               |
| --------------------------------------------------------------------------------- | ------------- | ------------- | ------------- | ------------- | ------------- | ------------- | ------------- | ------------- | ------------- | ------------- | ------------- | ------------- | ------------- |
| Джерело: http://us.worldweatheronline.com/doha-weather-averages/ad-dawhah/qa.aspx |               |               |               |               |               |               |               |               |               |               |               |               |               |

## Державний устрій
Голова держави та уряду — емір. Діє Консультативна рада, яка призначається еміром.
Влада Катару зосереджена в руках династії ат-Тані. Емір Шейх Ахмад був усунений у результаті безкровного перевороту його кузеном, кронпринцом Шейхом Халіфа, який висунув амбіційну програму соціальних і економічних реформ, при обмеженні екстравагантності королівської родини.
Емір призначає прем'єр-міністра, членів Ради міністрів і Консультативної ради. Влада еміра обмежена тільки рамками шаріату. Згідно з конституцією, прийнятою 29 квітня 2003 року, Катар є абсолютною монархією.
У Катарі заборонено створення політичних партій, профспілок, проведення демонстрацій.

### Збройні сили

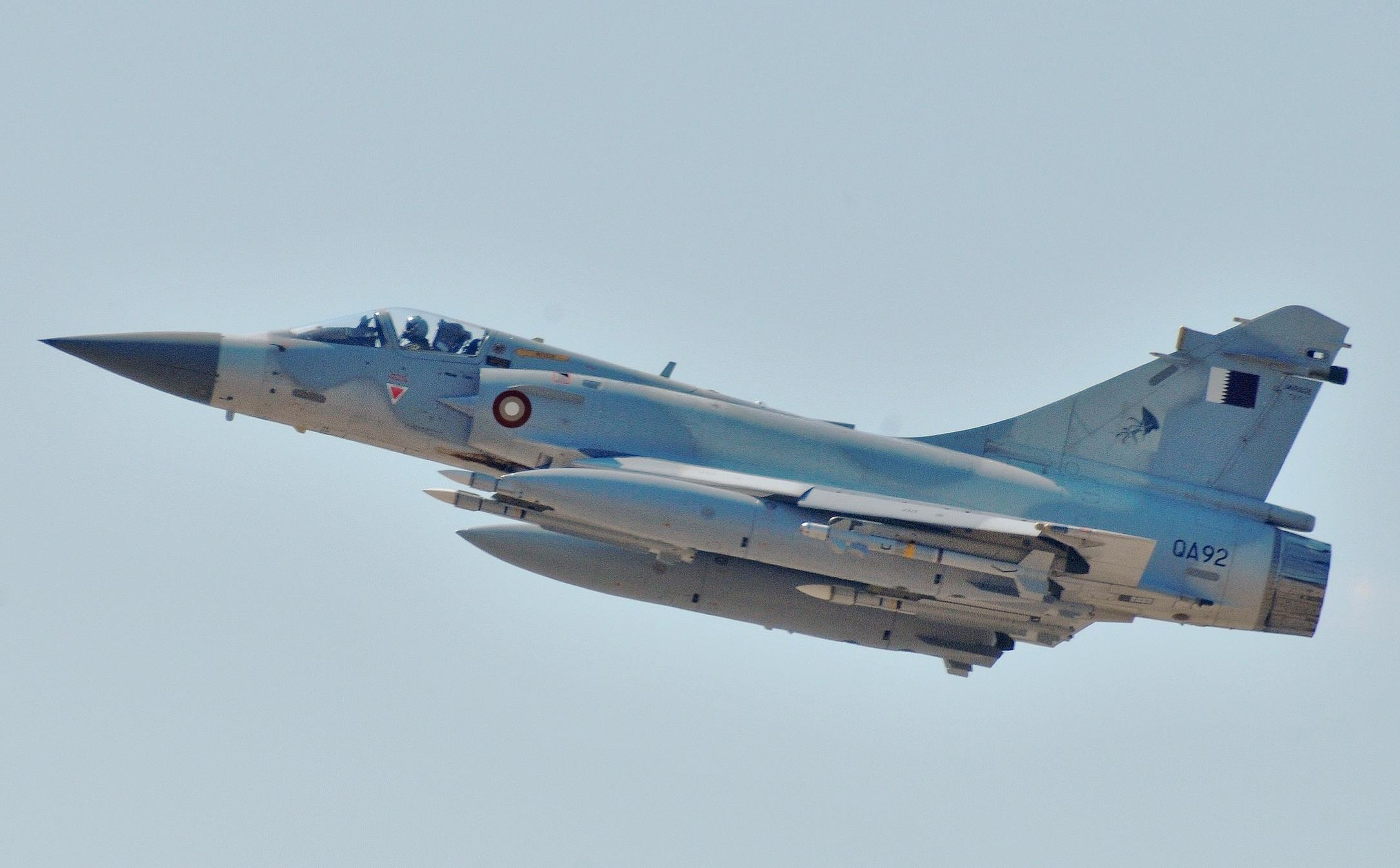
Катарський винищувач Dassault Mirage 2000-5

Починаючи з 1992 року Катар тісно співпрацює зі США у військовій сфері. На розташованій поблизу від аеропорту Абу військовій базі Аль-Удейд дислокований 609-й центр управління повітряними і космічними операціями Центрального командування збройних сил США (один з чотирьох подібних закордонних центрів армії США).
Чисельність — 12 330 вояків (11 800 згідно з JCSS). Сухопутні сили: 8500 вояків. ВПС — 2100 вояків. Бойові літаки: 9 «Міраж-2000-5EDA» та 3 «Міраж-2000-5DDA». Навчально-бойові літаки: 6 «Альфа Джет», 15 «Хок» Мк100. Транспортні літаки: 7 одиниць. Вертольоти: 30.
ВМС — 1730 вояків. Корабельний склад: ракетні катери: 7 од. Патрульні катери: 50 од. Берегова оборона: 4 батареї (12×4 ПУ) ММ-40 Exocet.
Інші збройні формування: збройна поліція — 8000 (мають БТРи, вертольоти, катери).

## Адміністративний поділ

Адміністративний поділ Катару, станом на 2014 рік.

Катар поділений на 8 муніципалитетів (араб. بلديات — баладіят).
| № | муніципалітет | центр      | площа, км² | населення (2010), чол. |
| - | ------------- | ---------- | ---------- | ---------------------- |
| 1 | Аш-Шамаль     | Ер-Рувейс  | 902        | 7 975                  |
| 2 | Аль-Хор       | Аль-Хор    | 1 551      | 193 983                |
| 3 | Аш-Шаханія    | Аш-Шаханія | 3 309      | -                      |
| 4 | Умм-Салаль    | Умм-Салаль | 310        | 60 509                 |
| 5 | Ад-Даїян      | Ад-Даїян   | 236        | 43 176                 |
| 6 | Ад-Доха       | Доха       | 234        | 796 947                |
| 7 | Ар-Раян       | Ар-Раян    | 2 450      | 455 623                |
| 8 | Аль-Вакра     | Аль-Вакра  | 2 520      | 141 222                |

## Економіка

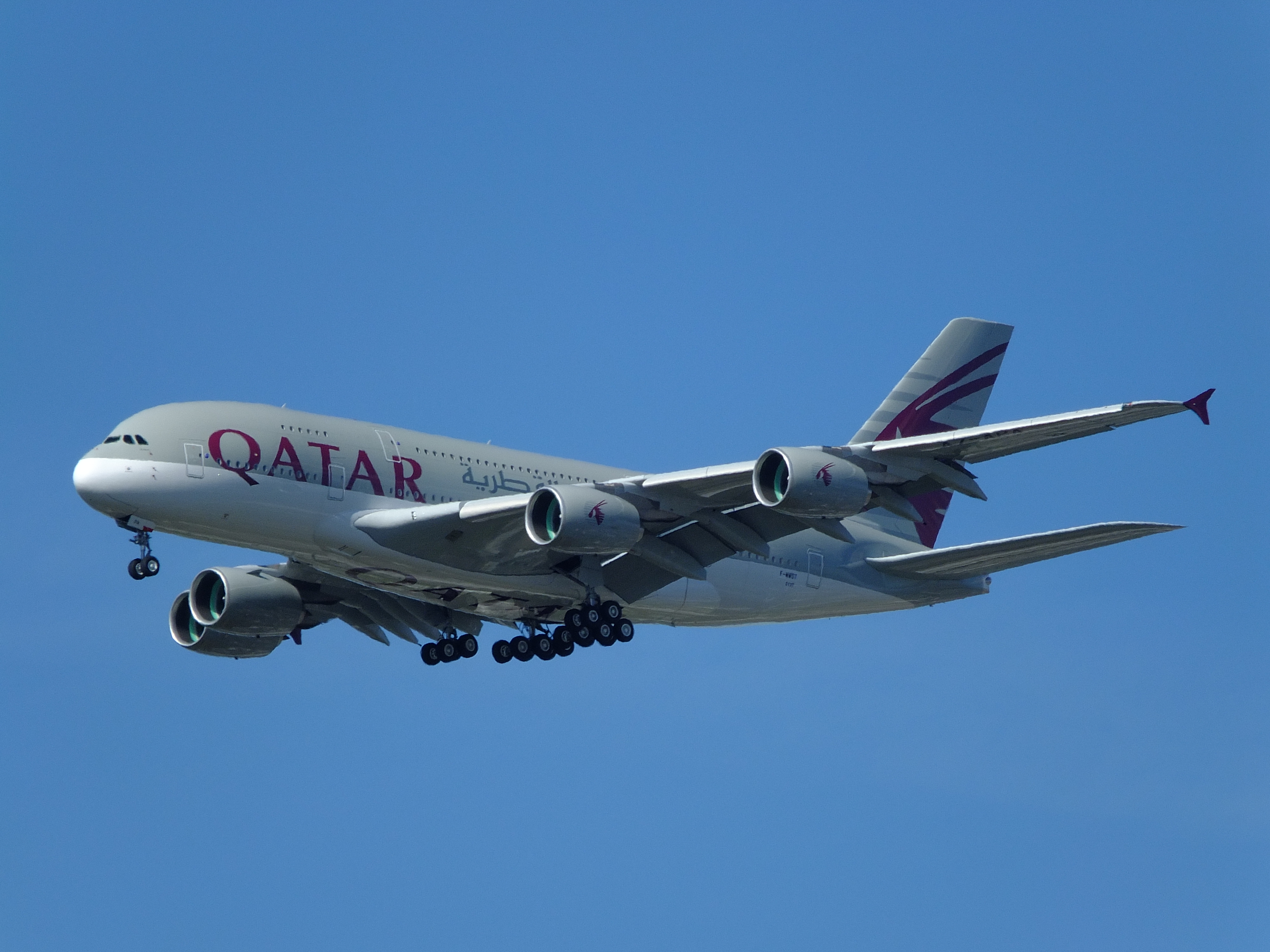
Airbus A380 авіакомпанії Qatar Airways, однієї з найбільших у світі

Основу економіки Катару складає видобування та переробка нафти (70 % державних доходів, понад 60 % валового внутрішнього продукту і приблизно 85 % доходів від експорту). Дедалі більш важливим стає видобуток та експорт природного газу.
Експорт у 2008 році — 55 млрд дол.: скраплений газ, нафтопродукти, добрива, сталь. Основні покупці — Японія 40,8 %, Південна Корея 16,3 %, Сінгапур 11,8 %, Таїланд 4,6 %, Індія 4,4 %.
Імпорт у 2008 році — 21,2 млрд дол.: машини та обладнання, транспортні засоби, продовольство, хімічні продукти. Основні постачальники — США 12,3 %, Німеччина 9,2 %, Італія 9,1 %, Японія 8,1 %, Франція 6,3 %.
У структурі ВВП найголовніша сфера послуг (50 %) і промисловість (49 %). Розвинена нафтопереробна, нафтохімічна, хімічна, металургійна промисловість (великий сталеплавильний комплекс в Умм-Саїді працює на привізній сировині). Сільське господарство розвинене мало і задовольняє лише 10 % потреби країни у продовольстві. Землеробство зосереджене в оазах (фінікова пальма, овочівництво й садівництво). Тваринництвом займаються кочові та напівкочові племена, які розводять верблюдів, овець та кіз. Прибережні води Катару багаті рибою та креветками.
До банківської системи Катару входять 16 комерційних банків (включаючи відділення (філії) іноземних банків).
Катар має найвищий у світі ВВП на душу населення за паритетом купівельної спроможності (ПКС), відповідно до CIA World Factbook і близько 14 % домогосподарств є доларовими мільйонерами.

### Податки
У 2009 році міністр фінансів Катару Хусейн Камал ввів з 2010 року єдину ставку корпоративного податку 10 %, яким замінив прогресивну ставку 10–35 %.
Зниження ставки корпоративного податку є одним з основних умов диверсифікації економіки Катару, спрямованої на відхід від газової і нафтоорієнтованої економіки і перехід до залучення іноземних інвестицій в інші напрямки.

## Населення

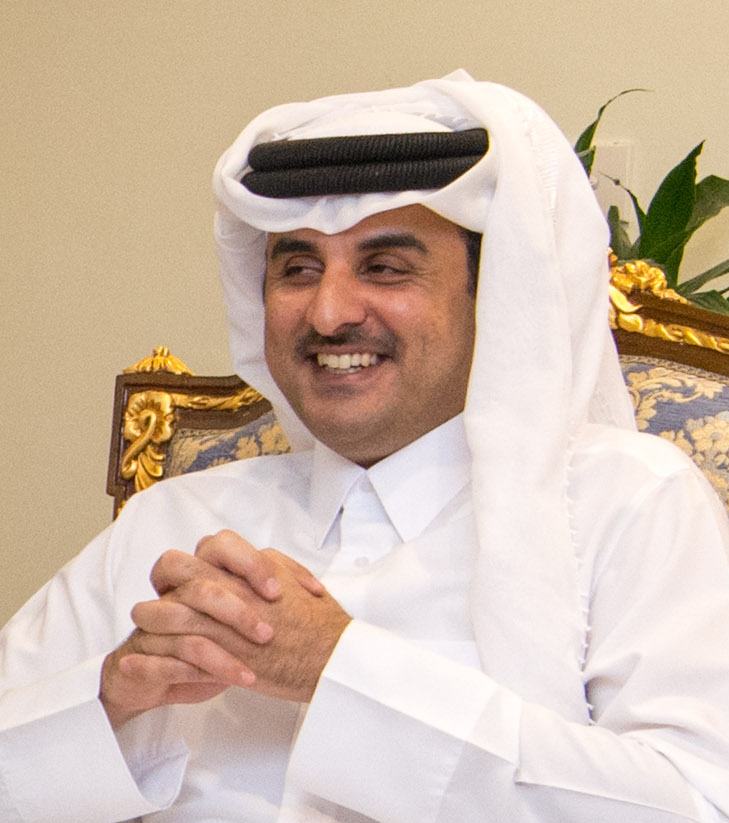
Шейх Тамім бін Хамад Аль Тані

За даними Фонду Організації Об'єднаних Націй у галузі народонаселення загальна чисельність населення Катару 2011 року становила 1,9 млн осіб, у тому числі 1,4 млн чоловіків і 500 тис. жінок; частка міського населення 96 %, темп зростання населення у 2010—2015 роках становитиме 2,9 %, очікувана тривалість життя становитиме 79 років для чоловіків і 78 років для жінок.
Місцеві араби становлять майже 15 % населення. У Катарі також живуть араби з інших країн (13 %), вихідці з Індії (24 %), Непалу (16 %), Філіппін (11 %), Шрі-Ланки (5 %), Бангладеш (5 %), Пакистану (4 %), та інших країн. Державна релігія — іслам сунітського спрямування. Близько 90 % населення зосереджено у столиці та її передмістях. Чисельність населення швидко збільшується завдяки іммігрантам, які працюють на нафтопромислах. Трудящі-мігранти становлять 94 % робочої сили і понад 85 % населення країни. У 2009 році природний приріст населення знизився до 1,3 %, а еміграція з Катару збільшилася до 0,36 %. Таким чином, річний приріст — менше 1 %.

### Мова
Державна мова: арабська. Окрім того, у Катарі поширена англійська.

### Релігія
Державна релігія — іслам. Його сповідують близько 67,7 % населення. Християни 13,8 %, індуїсти 13,8 %. Більшість катарців — послідовники сунітського напряму в ісламі.

## Культура та освіта
Культура Катару, будь то музика, мистецтво, стиль або кулінарія, ідентична культурі інших країн Перської затоки. Арабські племена з Саудівської Аравії, мігруючи до Катару та інші регіони затоки, приносили з собою свої традиції та звичаї, тому тепер культура країн цього регіону подібна.

### Інтернет
До недавнього часу у Катарі був тільки один провайдер інтернет послуг Qtel і всі користувачі працювали через нього з використанням NAT, внаслідок чого усі мешканці Катару мали одну IP-адресу. Коли адміністратори Вікіпедії заблокували IP-адресу анонімного вандала, то для мешканців усього Катару стала неможливою анонімна участь у цьому проекті.
У 2013 році Qtel змінив назву на Ooredoo. На теперішній момент (кінець 2018 року) у Катарі працюють щонайменш два провайдери інтернет послуг, Ooredoo та Vodafone. Зараз мешканці Катару, для доступу до ресурсів інтернету, використовують декілька тисяч IP-адрес.